# سانتياغو لانج
سانتياغو لانج (بالإسبانية: Santiago Lange)‏ هو ربان ‏ أرجنتيني، ولد في 22 سبتمبر 1961 في سان إيسيدرو في الأرجنتين.

## وصلات خارجية
- سانتياغو لانج على موقع الاتحاد الدولي للملاحة الشراعية (موقع جديد) (الإنجليزية)
- سانتياغو لانج على موقع الاتحاد الدولي للملاحة الشراعية (موقع قديم) (الإنجليزية)
- سانتياغو لانج على موقع اللجنة الأولمبية الدولية (الإنجليزية)
- سانتياغو لانج على موقع أوليمبيديا (الإنجليزية)
- سانتياغو لانج على موقع اللجنة الأولمبية الأرجنتينية (الإسبانية)
- سانتياغو لانج على موقع اللجنة الأولمبية الأرجنتينية (الإسبانية)